# 給湯設備
給湯設備（きゅうとうせつび）とは風呂・洗面台・厨房設備などに加熱した水を供給するための設備である。快適・安全・省エネルギーのために各種配慮が求められている。

## 局所給湯方式
局所給湯方式は、給湯が必要な箇所に小型の湯沸し器を分散配置するものである。飲用を中心とした用途に用いられている。湯を循環させることなく、一方向で供給する方式（一管式配管方式）で湯を供給している。小規模施設や家庭用とされている。さらにタンク内に60〜90°C前後の湯を直接ガスや電気で加熱するため、直接加熱給湯方式という。

### 即時式局所給湯方式
貯湯タンクがない給水配管直結の熱交換器で加熱するもの。タンクが無いため小型軽量である。しかし、給湯量の変化による温度変化が大きい。瞬間湯沸器がもっともメジャーであるがボイラーもあり、ガス・油・電気を燃料とする。業務用において、近年は連結式の給湯器もよく用いられる。

### 貯湯式局所給湯方式
内部に熱交換器が設置された貯湯タンクに一定温度の湯を溜めておいて供給するもの。給湯量の変化による温度変化が小さく大容量化が容易である。トイレや給湯室に用いられる小型の物や住宅用の電気温水器やエコキュートもこれに該当する。

## 中央給湯方式
中央給湯方式は機械室などに大容量の熱源設備と供給用ポンプを設置し必要な箇所に配管で供給するものであり、貯湯式である。大量の給湯が必要な工場・宿泊施設などに用いられる。
大量かつ安定した温度の給湯が可能である。しかし管理を適切に行わないと配管・タンク等の汚損による水質悪化、機器の故障による給湯不良の恐れがある。
さらにボイラーや温水ヒーターの熱源を用いて間接加熱式貯湯槽で作られた湯を強制循環させながら消費しているので、間接加熱給湯方式という。

## 配管方式
- 配管方式：配管の敷設方式
  - 単管式：給湯管のみの配管で供給するもの。配管長が短い・費用が安い・熱損失が少ない。配管内の貯まり水のため給湯温度が安定するまで時間が必要である。小規模の給湯設備に用いられる。
  - 複管式：給湯管・返湯管の2系統を配管しておき、湯を強制循環させて配管内に冷水が貯留しないようにしておくものである。配管長が長い・費用が高い・熱損失が大きい。給湯初期から給湯温度が安定している。大規模の給湯設備に用いられる。
- 供給方式：供給配管の敷設位置
  - 上向き式：給湯機器類を地下室等、下階に設置する場合に採用される方式で、給湯横主管から立ち上がり配管を分岐させ供給するものである。
  - 下向き式：給湯機器類を屋上等、上階に設置する場合に採用されるが、それらを下階に設置する場合においても給湯主管を最上階まで立ち上げて給湯横主管を最上階に配管し、そこから立ち下がり配管を各階に敷設するものである。汽水分離器（エレミネーター）を圧力の低い最上階の主管に設置することで有効なエア抜きが図れるため推奨される。
- 循環方式：湯の循環方式
  - 自然循環式：水の温度変化による密度の差で循環させるものである。重力方式とも呼ばれる。ごく小規模なものに用いられる。
  - 強制循環式：水をポンプで循環させるものである。大規模・大容量のものに用いられる。

## 貯湯槽
中央式給湯方式の給湯システムを構成する、貯湯するタンクのことである。別名、貯湯タンクとも言う。貯湯容量は加熱装置の能力、ピーク時の1時間当たりの給湯量、ピークの継続時間、給水温度、給湯温度等によって定められる。貯湯槽には密閉式と開放式があり、さらに加熱コイルを組み込んだ間接加熱式貯湯槽と、組み込まない直接加熱式貯湯槽がある。なお、密閉式貯湯槽はボイラーと同様、第一種圧力容器に分類され法規制を受ける。

## 給湯温度
給湯温度を適切にすることは、火傷などの事故防止・省エネルギーのために重要である。
温度が高すぎると火傷などの事故、配管・タンク・熱源設備の腐食・破損の原因となることがある。温度が低すぎると湯の乱費、設備容量の増大をまねく。